# Pierre Besnard (haut fonctionnaire)
Pour les articles homonymes, voir Pierre Besnard et Besnard.
Pierre Besnard, né le 6 mars 1966 à Saint-Brieuc, est un haut fonctionnaire français. Il est chef de cabinet du président de la République française François Hollande de 2012 à 2013, puis préfet des Hautes-Alpes de 2013 à 2015 et du Tarn-et-Garonne de 2016 à 2020.

## Biographie
Après avoir collaboré avec Daniel Vaillant à l'époque où il était ministre de l'Intérieur,, Pierre Besnard devient le secrétaire général de la préfecture de l'Aveyron le 13 juin 2008. Il est mis fin à ses fonctions à sa demande le 30 juin 2010.
En octobre 2011, Pierre Besnard devient chef du cabinet de Jean-Pierre Bel, président du Sénat. 
En mai 2012, il est nommé chef de cabinet du président de la République française, François Hollande,.
Il quitte le cabinet présidentiel le 10 juillet 2013 pour devenir préfet des Hautes-Alpes. Pierre Besnard est ensuite nommé préfet du Tarn-et-Garonne le 17 décembre 2015, et rejoint son poste le 1er janvier 2016,.
Il quitte la préfecture du Tarn-et-Garonne le 25 novembre 2020 au bout de cinq ans de service, pour rejoindre le Ministère de l'intérieur. Il est remplacé dans ses fonctions de préfet par Chantal Mauchet, ancienne préfète de l'Ariège.

## Récompenses et distinctions

### Décorations
- Chevalier de l'ordre national du Mérite (2016[15]).
- Chevalier de l'ordre du Mérite agricole.
- Commandeur dans l’Ordre national du Lion du Sénégal[16].